# Gotham Award/Bester Drehbuchautor
Der Gotham Award in der Kategorie Bester Drehbuchautor (Writer Award) wurde von 1991 bis 1998 verliehen. Der sogenannte Gotham Writer Award würdigte die Arbeit lokaler (Film-)Drehbuchautoren. Seit 2015 existiert eine neue Kategorie Bestes Drehbuch (Best Screenplay), die den Gewinner aus fünf Nominierten Drehbüchern kürt.
- 1991: Richard Price
- 1992: Jay Presson Allen
- 1993: John Guare
- 1994: Terry Southern
- 1995: Pauline Kael
- 1996: Walter Bernstein
- 1997: Ruth Prawer Jhabvala
- 1998: Richard LaGravenese